# Мастерхост
Мастерхост — российский хостинг-провайдер и регистратор доменных имен.
Дочерняя компания ООО «Регистратор доменов» является аккредитованным регистратором доменных имён в зонах .рф, .ru и .su. В 2016 году ООО «Регистратор доменов» получило аккредитацию ICANN. В 2017 году доменное портфолио было расширено до 260 доменных зон.

## История
- 1999 — компания начала предоставлять услуги хостинга в Рунете, став одним из основателей отечественного рынка хостинга;
- 2003 — открыт офис в Санкт-Петербурге;
- 2004 — Мастерхост основал компанию ООО «Регистратор доменов» для предоставления возможности регистрации доменов в зонах .ru, .su, .рф. Компания Мастерхост начала предоставлять клиентам услугу аренды выделенных серверов;
- 2005 — появилась услуга виртуальный выделенный сервер[1];
- 2006 — началось сотрудничество с компаниями SWSoft[англ.], Яндекс.Деньги, 1С Битрикс;
- 2008 — началось предоставления услуг хостинга на базе Windows Server 2008, компания получила статус золотого сертифицированного партнера корпорации Microsoft, начала сотрудничества с компаниями Kraftway, Agnitum, Лаборатория Касперского;
- 2008 — открытие собственного дата-центра в Москве;
- 2012 — реализована поддержка протокола IPV-6 для сайтов пользователей;
- 2014 — внедрена систему виртуализации Hyper-V. Хостинг переведен на платформу Linux;
- 2015 — представлена новая почтовая система;
- 2015 — Мастерхост получил официальный статус бронзового партнера Microsoft по программе Cloud OS Network;
- 2015 — ЦОД Мастерхост попадает в рейтинги авторитетных IT-изданий ComNews и CNews и сохраняет свои позиции в дальнейших ежегодных обзорах;
- 2016 — дочерняя компания Мастерхост ООО «Регистратор доменов»[1] прошла официальную сертификацию ICANN;
- 2016 — прошел ребрендинг и введен в эксплуатацию новый сайт на домене www.masterhost.ru;
- 2016 — участие в ключевых мероприятиях Рунета — юбилейном 20-м форуме «РИФ+КИБ 2016» и Russian Interactive Week.

## Награды и звания
- Мастерхост — лауреат Премии Рунета в области «Технологии и Инновации» в 2008 году[2].
- В 2009 году компания Мастерхост получила статус Microsoft Gold Hosting Partner. Уровень GOLD присваивается крупнейшим хостинг-партнерам с опытом реализации сложных комплексных проектов на основе программных продуктов Microsoft[значимость факта?].